# Годри, Трейси
Трейси Годри, в девичестве Уотсон (англ. Tracey Gaudry, род. 17 июня 1969, Yallourn) — австралийская профессиональная велогонщица, спортивный администратор. Президент Федерации велоспорта Океании, президент комиссии по делам женщин и вице-президент Международного союза велосипедистов. 
Трейси Годри — бывший исполнительный директор Respect Victoria — первого в штате Виктория агентства, занимающегося предотвращением всех форм семейного насилия и насилия в отношении женщин. Член Совета директоров Сети спортивного бизнеса университета Дикин.

## Карьера

### Велогонщик
Годри начала серьёзно заниматься велоспортом в 1992 году после выздоровления от лимфобластного лейкоза, при поддержке тренера по велоспорту Викторианского института спорта (VIS) Донны Рэ-Сзаленски из Джелонга и велоклуба Geelong West.
Впервые она приняла участие в чемпионате мира по шоссейному велоспорту в 1994 году. С 1995 года она была стипендиатом Австралийского института спорта. 
В 1995 и 2000 годах Трейси Годри выиграла чемпионат Австралии в индивидуальной гонке, а в 1999 году — в групповой.
Годри представляла Австралию на летних Олимпийских играх 1996 года, где заняла 39-е место в групповой гонке, и 2000 года, где заняла 23-е место в групповой и 21-е в индивидуальной гонке.
В 1997 году Годри сделала перерыв в спорте, чтобы сосредоточиться на развитии своей профессиональной карьеры.
В 1998 году Трейси Годри вошла в состав женской шоссейной команды Австралии, которую тренировал Джеймс Виктор, и приняла участие в Играх Содружества 1998 года. Она выступала в групповой шоссейной гонке, где заняла седьмое место.
В 1999 году она пришла в профессиональный велоспорт, выступая за команды EBLY во Франции и TIMEX в США. В эти годы Годри выиграла Тур Сноуи, Тур Бретани, а также множество однодневных гонок и этапов многодневок под эгидой UCI.
Наибольшего успеха в своей карьере Трейси Годри добилась в сезоне 1999 года: она заняла третье место в общем зачёте женского Кубка мира, выиграв пятый этап серии — канадскую однодневку Монреаль Ворлд Кап. В Кубке мира её опередили только соотечественница Анна Миллуорд и немка Ханка Купфернагель. В том же году она выиграла Трофи д’Ор, победив на первом и четвёртом этапах. На пике своей карьеры Годри занимала третье место в мире в официальном рейтинге UCI.
Она также выступала на нескольких чемпионатах мира по шоссейному велоспорту. Её лучшим результатом стало 11-е место в индивидуальной гонке на чемпионате мира 2000 года.

### Спортивное руководство
После окончания карьеры велогонщицы Годри работала в многочисленных советах и комитетах, занимала различные должности в австралийском спорте: с 2010 года она являлась членом Австралийской антидопинговой комиссии по рассмотрению нарушений, с 2011 по 2012 годы входила в состав исполнительного комитета Австралийской федерации велоспорта, с 2001 по 2007 годы была членом Комитета по этике Австралийского института спорта. В течение более 20 лет Годри занимала руководящие должности в общественных и целевых организациях, выступая за улучшение результатов деятельности местных, государственных, национальных и глобальных сообществ, уделяя особое внимание вопросам инклюзивности, многообразия и гендерного равенства.
В 2010 году Годри была назначена исполнительным директором Фонда Эми Джиллетт, который занимается реабилитацией женщин-велосипедисток в память об Эми Джиллетт, погибшей в 2005 году во время подготовки к гонке Тур Тюрингии, поддержкой талантливых молодых велосипедисток и обеспечением безопасности велосипедистов на дорогах общего пользования.
2 декабря 2012 года Годри была избрана президентом Федерации велоспорта Океании, сменив на этом посту Майкла Туртура, которого обвинили в конфликте интересов между континентальной федерацией и его должностью организатора гонки Тур Даун Андер, в частности, в связи с рассмотрением дела о допинге Лэнса Армстронга. Она занимала этот пост до 2021 года. В результате этого президентства Годри автоматически стала членом Управляющего комитета Международного союза велосипедистов (UCI).
После того как в сентябре 2013 года президентом UCI вместо Пэта Маккуэйда был избран Брайан Куксон, он назначил Годри одним из трёх своих вице-президентов. Годри также была назначена президентом недавно созданной Комиссии UCI по женскому велоспорту.
Среди её руководящих должностей — исполнительный директор футбольного клуба Хоторн в Австралийской футбольной лиге (AFL), сменив на этом посту Стюарта Фокса. Она стала первой женщиной-генеральным директором в истории лиги. Всего через пять месяцев после назначения Годри ушла в отставку с поста генерального директора Хоторна. Оказалось, что у её мужа случился сердечный приступ через два дня после того, как она приступила к работе.
В августе 2018 года министр штата Виктория по предотвращению насилия в семье, член парламента, Натали Хатчинс объявила, что Годри возглавит первое в штате агентство по профилактике всех форм семейного насилия и насилия в отношении женщин Respect Victoria.

## Достижения
1995
 Чемпионат Австралии — индивидуальная гонка
1999
 Чемпионат Австралии — групповая гонка
Монреаль Ворлд Кап
Трофи д’Ор:
генеральная классификация
1-й и 4-й этапы
Тур Сноуи
3-я на Кубке мира
3-я на Трофи Интернешнл
3-я на Нью Зиланд Ворлд Кап
2000
 Чемпионат Австралии — индивидуальная гонка
3-я на Чемпионат Австралии — групповая гонка
2-я на Туре Сноуи
3-я на Туре Туна

### Статистика выступления наГранд-турах
| Гонка / Год         | 1999 |
| ------------------- | ---- |
| Тур де л'Од феминин | 4    |

## Личная жизнь
В 1989 году в возрасте 20 лет у Трейси Годри был диагностирован лимфобластный лейкоз. После двух лет ремиссии она занялась велоспортом.
Годри вышла замуж за Тони Годри в 1996 году. Она — мать троих детей: Джека, Эллен и Эмили.